# Diagrama de Gantt

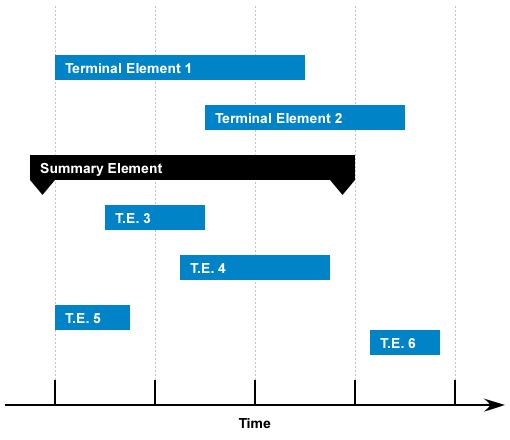
Un diagrama de Gantt

Diagrama de Gantt mostrando tres tipos de precedencias (en rojo) y porcentajes de avance

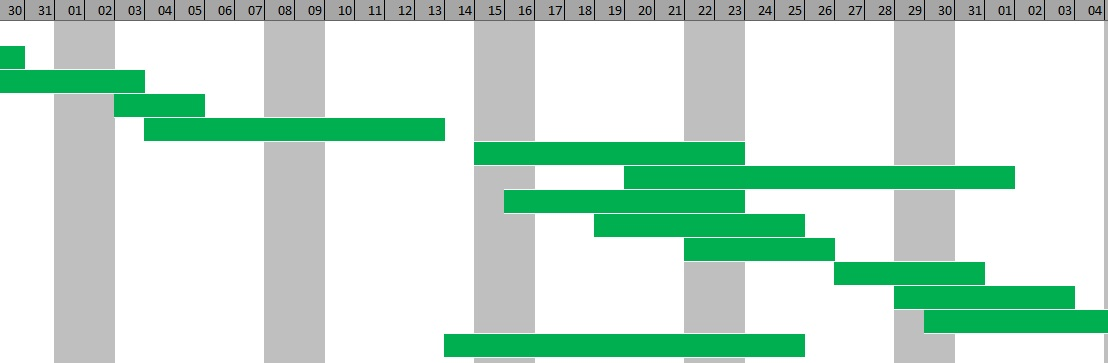
Ejemplo de Carta Gantt en una planilla Excel

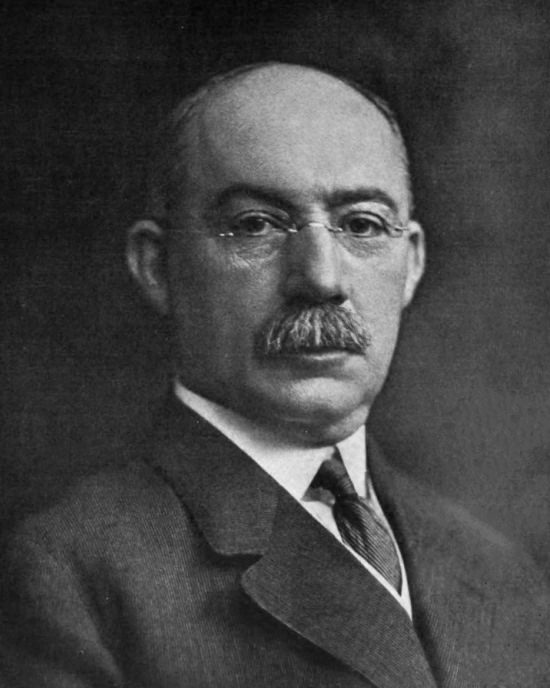
Henry Gantt, inventor del diagrama de Gantt

El diagrama de Gantt es una herramienta gráfica cuyo objetivo es exponer el tiempo de dedicación previsto para diferentes tareas o actividades a lo largo de un tiempo total determinado.

## Marco teórico
En 1896, Karol Adamiecki desarrolló un nuevo medio de representación gráfica de procesos interdependientes que se diseña con el fin de mejorar la visibilidad de los programas de producción. Dada la posición de cada tarea a lo largo del tiempo hace que se puedan identificar las relaciones e interdependencias. En 1931 se publicó un artículo conocido más ampliamente para describir el diagrama de Karol Adamiecki, quien lo llamó el harmonogram o harmonograf. Adamiecki, sin embargo, publicó sus obras en polaco y ruso, idiomas poco conocidos en el mundo de habla inglesa. En ese momento, un método similar se había popularizado en occidente por Henry Gantt (quien había publicado artículos sobre el mismo en 1910 y 1915). Con modificaciones menores, la carta de Adamiecki es ahora más comúnmente conocida en inglés como el diagrama de Gantt, ya que fue Henry Laurence Gantt quien, entre 1910 y 1915, modificó y divulgó este tipo de diagrama en occidente.
En gestión de proyectos, el diagrama de Gantt muestra el origen y el final de las diferentes unidades mínimas de trabajo y los grupos de tareas (llamados summary elements en la imagen) o las dependencias entre unidades mínimas de trabajo (no mostradas en la imagen).
Desde su introducción, los diagramas de Gantt se han convertido en una herramienta básica en la gestión de proyectos de todo tipo, con la finalidad de representar las diferentes fases, tareas y actividades programadas como parte de un proyecto o para mostrar una línea de tiempo en las diferentes actividades, haciendo el método más eficiente.
Básicamente, como ya se mencionó, el diagrama está compuesto por un eje vertical donde se establecen las actividades que constituyen el trabajo que se va a ejecutar, y un eje horizontal que muestra en un calendario la duración de cada una de ellas.
Los diagramas de Gantt no muestran las relaciones existentes entre actividades, aunque de la posición que ocupa cada actividad a lo largo del tiempo se pueda deducir cierto orden de prioridades temporales de unas frente a otras. Por esta razón, para la planificación del desarrollo de proyectos complejos (superiores a 25 actividades) se requiere además el uso de técnicas basadas en redes de precedencia como CPM o los diagramas PERT. Estas redes relacionan las actividades de manera que se pueda visualizar el camino crítico del proyecto (es decir, la actividad más compleja o la que demandará más tiempo) y permiten reflejar una escala de tiempos para facilitar la asignación de recursos y la determinación del presupuesto. El diagrama de Gantt, con todo, sí resulta útil para establecer una relación básica entre tiempo y carga de trabajo.

## Diagramas de Gantt con herramientas informáticas
Se puede elaborar un diagrama de Gantt con una hoja de cálculo de una manera muy sencilla, marcando determinadas celdas para formar la representación de cada tarea. Existen macros que automatizan esta elaboración en Microsoft Excel y Libre/OpenOffice Calc.
Sin embargo, existen herramientas de gestión de proyectos dedicadas a la planificación y seguimiento de tareas que utilizan el diagrama de Gantt como pantalla principal. Se introducen las tareas y sus procesos son capaces de producir una representación de dichas tareas en el tiempo en el formato del gráfico de Gantt. También existen herramientas de licencia libre y software gratis, capaces de llevar a cabo dicho tipo de operación.
Se deben valorar, por último, el uso de herramientas que usan una página web y el navegador para realizar el seguimiento de proyectos.

### Software libre o gratis para trabajar con diagramas de Gantt
- Calligra Suite
- Sinnaps
- DotProject
- NavalPlan
- OpenProj
- Planner
- ProjectLibre
- GanttProject
- Asakaa
- OpenProject

El diagrama de Gantt ha sido utilizado en una amplia variedad de obras y proyectos a lo largo de los años. algunos ejemplos notables incluyen: 
- Construcción de edificios y puentes: Proyectos como el puente Golden Gate, la torre Eiffel y la Presa Hoover utilizaron diagrama de Gantt para planificar y coordinar las diversas etapas de construcción.
- Desarrollo de software: En la industria de software, los diagramas de Gantt son comunes para visualizar el flujo de trabajo, las tareas de programación y las fechas de entrega en proyectos de desarrollo de aplicaciones y sistemas
- Producción Cinematográfica: En la industria del cine, los diagramas de Gantt ayudan a programar filmación, edición y otros aspectos del proceso de producción
- Proyectos de producción Civil: como la construcción de carreteras , ferrocarriles y proyectos urbanos han utilizado diagramas de Gantt para planificar las fases de construcción y seguimiento del progreso.